# Vi hade i alla fall tur med vädret
Vi hade i alla fall tur med vädret är en svensk komedifilm från 1980 i regi av Kjell Sundvall, gjord för TV. Filmen hade premiär i SVT den 27 februari 1980 och har i Sverige uppnått något av en kultstatus.
Filmen är en av titlarna i boken Tusen svenska klassiker (2009).

## Handling
Familjen Backlund ska äntligen iväg på sin husvagnssemester som man längtat efter hela året. Enda molnet på pappa Göstas himmel är att hans svärfar Rudolf lovats att få följa med. Under resans gång inträffar den ena incidenten efter den andra, alla orsakade av den mänskliga faktorn.

## Om filmen
Filmen fick en ljum respons från kritikerna, men älskades av tittarna, då den på många sätt visar situationer som många känner igen, fastän de här återges i hårdare tappning. En scen som blev omskriven är den så kallade biltvättsscenen, där skådespelaren Rolf Skoglund har ett klassiskt framträdande. Rune Peterson som spelade motorcykelpolisen i slutet på filmen var även trafikpolis i verkligheten och medverkade flera gånger i olika reportage och trafikdebatter i media. Filmen var Kjell Sundvalls slutproduktion när han studerade film och spelades in i Norrbotten sommaren 1979.
Senare har den blivit en stor klassiker, som visas ofta i TV. 2008 fick filmen en uppföljare, Vi hade i alla fall tur med vädret – igen.

## Rollista i urval
- Rolf Skoglund – Gösta Backlund
- Claire Wikholm – Gun Backlund
- Gunnar Lindkvist – Rudolf Johansson, morfar
- Lotta Thomsen	– Lotta, Göstas och Guns dotter
- Johan Öhman – Johan, Göstas och Guns son
- Karl-Erik Andersson
- Folke Asplund – man i röd skjorta på Shellmacken
- Kenneth Josefsson – motorcyklisten
- Lars Lindström – arg man i blå skjorta på Shellmacken
- Harry Näckholm
- Rune Peterson – motorcykelpolisen
- Åke Ström – morfars fiskekompis
- John Tapper – "gummimannen"
- Odal Wiklund
- Tomas Östling

Dessutom medverkade ett stort antal spontant inplockade statister, vanliga människor som firade semester i de omgivningar där filmen spelades in.

## Utgivning
Filmen utgavs 1983 på VHS.

### Fotnoter
1. ↑  ”SVT, TV2 1980-02-27”. Svensk filmdatabas. 27 februari 1980. http://smdb.kb.se/catalog/id/001690421. Läst 17 september 2016.
2. ↑  Gradvall et al 2009, nr. 568
3. ↑  ”Vi hade i alla fall tur med vädret”. Svensk mediedatabas. 10 mars 1983. http://smdb.kb.se/catalog/id/001376705. Läst 6 april 2011.